# Jan Pieters van der Bildt

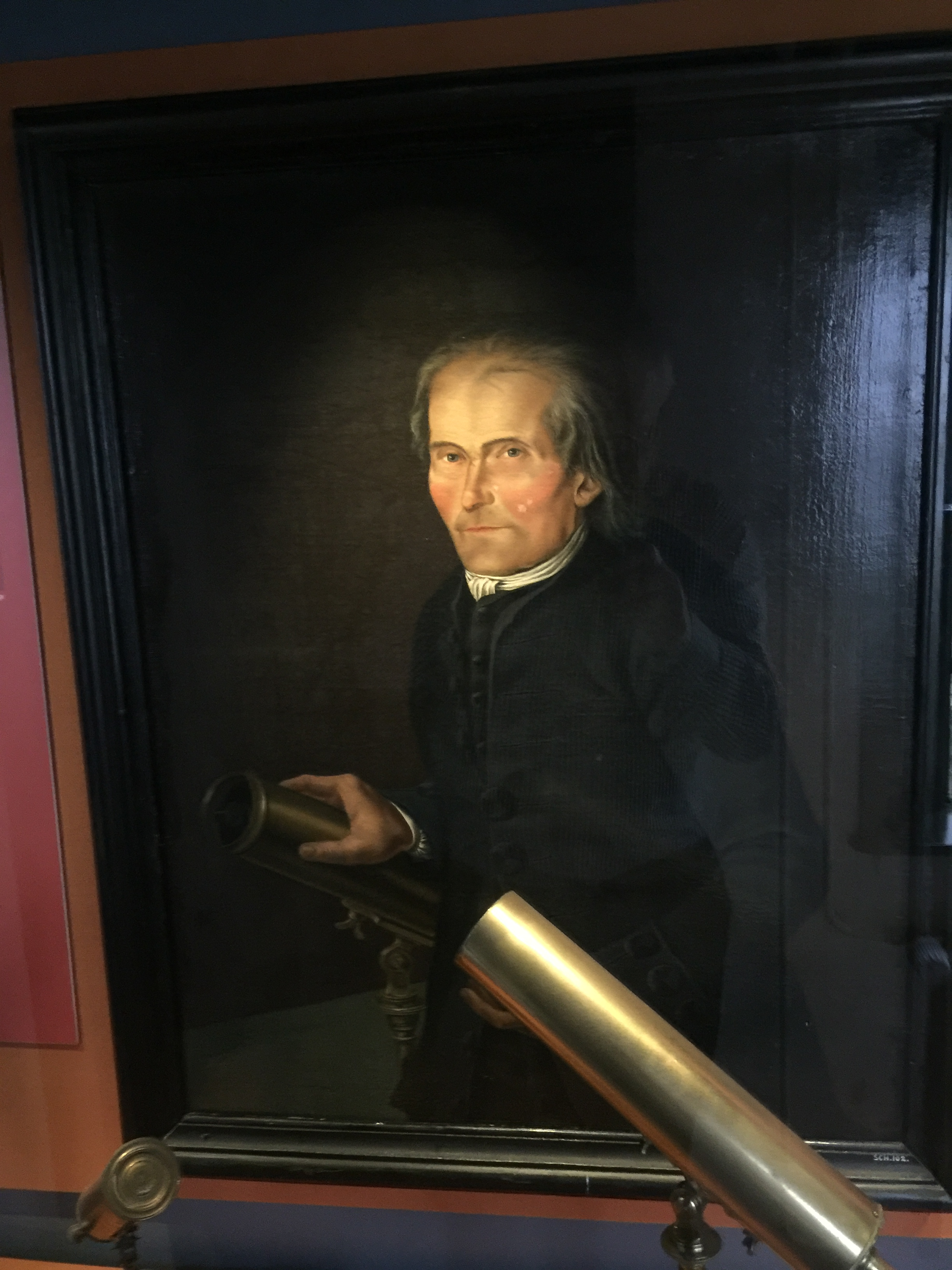
Jan Pieters van der Bildt

Jan Pieters van der Bildt (Jan Kunst) (* 17. September 1709 in Vrouwenparochie/Froubuorren, Het Bildt; † 27. April 1791 in Franeker, Provinz Friesland) war ein friesischer Instrumentenbauer, der über 550 Teleskope fertigte. 